# Czeszów
Czeszów (niem. Deutsch Hammer) – wieś w Polsce w województwie dolnośląskim, w powiecie trzebnickim, w gminie Zawonia. Leży na Równinie Czeszowskiej, na prawym brzegu rzeki Sąsiecznicy.

## Podział administracyjny
W latach 1945–1954 siedziba gminy Czeszów. W latach 1954–1971 wieś należała i była siedzibą władz gromady Czeszów, po jej zniesieniu w gromadzie Zawonia, później w gminie Zawonia. W latach 1975–1998 miejscowość administracyjnie należała do województwa wrocławskiego.

## Charakterystyka wsi
W miejscowości znajduje się kościół rzymskokatolicki należący do parafii Najświętszego Serca Pana Jezusa (Dekanat Trzebnica) w budynku dawnego kościoła luterańskiego wybudowanego w 1902 roku, Zespół Szkół (szkoła podstawowa i gimnazjum) im. ks. Wawrzyńca Bochenka, cmentarz parafialny, apteka oraz ośrodek zdrowia. W XIX-wiecznym młynie zbożowym, odbudowanym po spaleniu, mieści się obecnie hotel i restauracja Niezły Młyn.

## Historia
Pierwsze wzmianki o miejscowości pochodzą z roku 1223 - wówczas pod nazwą Zessouo. Nazwa zmieniała się wielokrotnie: Sessovo, Zesovo, Gessowo, Ober Hammer, Deutsch Hammer, Pohlhammer. Bezpośrednio po wojnie nosiła nazwę Kuźnica Polska, a od roku 1948 obecną nazwę.
W średniowieczu mieszkańcy dostarczali do zakonu Cysterek w Trzebnicy żelazo wytapiane w miejscowej hucie. W Czeszowie odkryto żużle dymarskie z późnego średniowiecza.
Od XVIII wieku Czeszów był zamieszkiwany głównie przez ludność germańską.

## Demografia
Po 1945 roku do miejscowości sprowadzili się przesiedleńcy z Kresów Wschodnich (najwięcej z Uhrynowa w pow. Podhajce) oraz Polacy z Polski centralnej. W czasie największego wyżu demograficznego po wojnie miejscowość liczyła około 1300 osób. Obecnie (III 2011 r.) liczba mieszkańców spadła do 928.

## Inne
W latach 60. XX wieku w Czeszowie odkryto złoża gazu ziemnego. Obecnie znajduje się pod miejscowością lokalna kopalnia gazu ziemnego należąca do Zielonogórskiego Zakładu Górnictwa Nafty i Gazu.